# Greg Fee
Greg Fee (Halifax, 24 giugno 1964) è un ex calciatore inglese, di ruolo difensore.

## Caratteristiche tecniche
Era un difensore centrale.

## Carriera

### Giocatore
Esordisce tra i professionisti all'età di 18 anni nella stagione 1982-1983 con il Bradford City, dove tra la Third Division 1982-1983 e la Third Division 1983-1984 totalizza 7 presenze nella terza divisione inglese; successivamente passa in National League al Kettering Town, dove rimane per 2 stagioni, trascorrendo poi la stagione 1986-1987 al Boston Utd.
Nel 1987 si trasferisce allo Sheffield Weds, club della prima divisione inglese, con cui nella stagione 1986-1987 gioca 16 partite in campionato e realizza un gol in 4 presenze in Coppa di Lega; l'anno seguente gioca ulteriori 8 partite di campionato, mentre nella stagione 1989-1990, la sua ultima nel club, totalizza ulteriori 2 partite nella prima divisione inglese. Nel corso della stagione 1990-1991, pur essendo ancora tesserato con il Wednesday, trascorre l'intera stagione in prestito in vari club delle divisioni inferiori: in particolare, totalizza 15 partite in terza divisione con il Preston N.E., una partita in quarta divisione con il Northampton Town ed infine altre 5 partite con il Leyton Orient, nuovamente in terza divisione; prima del termine della stagione viene ceduto al Mansfield Town, dove conclude la stagione e rimane anche per l'intera stagione 1991-1992 e per la prima parte della stagione 1992-1993, con complessive 7 reti in 54 presenze fra terza e quarta divisione; nella seconda parte della stagione 1992-1993 gioca invece in prestito al Chesterfield, con cui disputa 10 partite in terza divisione. Tra il 1993 ed il 1998 gioca infine nuovamente nel Boston United, in campionati non professionistici; gioca poi a livello dilettantistico nell'Emley.

### Allenatore
Tra il 1996 ed il 1998 è stato anche allenatore del Boston United; successivamente ha allenato anche il Gainsborough Trinity.